# Murphydium
Murphydium foliatum és una espècie d'aranya araneomorfa de la subfamília Erigoninae, dins de la família Linyphiidae. És l'únic membre del gènere monotípic Murphydium.
És un endemisme de Kenya i Somàlia.
Fou descrit per primera vegada per  R. Jocqué l'any 1996,